# Pamandzi
Pamandzi é uma comuna francesa no departamento ultramarino de Mayotte. Estende-se por uma área de 4.29 km², e possui 11.442 habitantes, segundo o censo de 2018, com uma densidade de 2.700 hab/km².